# Рудасингва, Жан-Мари
Жан-Мари Вианне Рудасингва (фр. Jean-Marie Vianney Rudasingwa; 31 декабря 1960, Кисеньи — 1994) — руандийский легкоатлет, выступавший в беге на средние дистанции. Участник летних Олимпийских игр 1984 года.

## Биография
Жан-Мари Рудасингва родился 31 декабря 1960 года в городе Гисеньи в Руанде-Урунди (сейчас в Руанде).
В 1983 году участвовал в чемпионате мира по лёгкой атлетике в Хельсинки. Выступал в беге на 400 метров (50,52 секунды), 800 метров (1 минута 55,12 секунды) и 1500 метров (3.57,49), выбыв в предварительных забегах, где занимал последнее место.
В 1984 году вошёл в состав сборной Руанды на летних Олимпийских играх в Лос-Анджелесе. В беге на 800 метров занял в забеге 1/8 финала 6-е место, показав результат 1.53,23 и уступив 5,51 секунды попавшему в четвертьфинал с 3-го места Агберту Гимарайншу из Бразилии. В беге на 1500 метров занял в четвертьфинале 8-е место с результатом 3.57,62, уступив 16,90 секунды попавшему в полуфинал с 4-го места Абди Биле из Сомали.
«Олимпедия» указывает на то, что Рудасингва умер 8 апреля 1994 года, однако он на самом деле он жив и в 2017 году он участвовал в Кигали во встрече с известными спортсменами, прибывшими в Руанду.

## Личные рекорды
- Бег на 400 метров — 50,52 (7 августа 1983, Хельсинки)[2]
- Бег на 800 метров — 1.51,8 (1984)[5]
- Бег на 1500 метров — 3.57,49 (12 августа 1983, Хельсинки)[2][5]